# Work (canción de Kelly Rowland)
«Work» es una canción grabada por la cantante estadounidense Kelly Rowland. Fue escrito por Rowland, Scott Storch y Jason Boyd y coproducido por Storch y Boyd para el segundo álbum de estudio de Rowland, Ms. Kelly (2007). El tema completo se filtró el 31 de mayo de 2007 en la internet. Columbia Records opto por lanzarlo como primer sencillo, sin embargo al final fue lanzado "Like This". 
"Work" es un up-tempo composición que muestra elementos de funky música y go-go. Compuesta en la clave de D # menor, la canción líricamente habla de una mujer que afirma que su hombre que las acciones hablan más que las palabras y que ella no es una mujer que es fácil de llegar. Fue lanzado como segundo sencillo internacional y tercero en general.

## Antecedentes
"Work" es una de dos pistas en la que Scott Storch contribuyó con Ms. Kelly y fue uno de ocho nuevas canciones que Rowland grabó casi al final de 2006 para la versión renovada de My Story, la versión actual del álbum. Concebida durante una sesión de estudio reservado en Miami, Florida; Rowland, Storch y su protegido Pooh Bear empezó a trabajar en ideas melódicas de la canción sobre una pista instrumental de Storch.La mayoría de sus letras están escritas después de regresar de una noche en la ciudad, componiendo para la "Obra" (tentativamente titulado "Put It in" en ese entonces) fue finalmente terminado en "unos veinte minutos," de acuerdo con Rowland. El equipo regresó al día siguiente para la grabación vocal.
La cantante ha descrito la canción como "realmente muy inocente pero un poco agresiva tal vez. Es solo una mujer que dice que no puedes atraparme fácilmente y que tienes que esforzarte. Se trata de trabajar, eso es todo, por supuesto" dijo Rowland en 2008 entrevista con Popjustice.

## Vídeo
El video musical de "Work" fue filmado en Los Ángeles, California el 26 de julio de 2007 por el director Philip Andelman. Las imágenes utilizadas en este video se pueden describir como Rowland y sus bailarines posando en silueta y fotografiados contra fondos de colores vivos e iluminación de haz. La iluminación del haz se utiliza en todo el vídeo para crear un efecto de caleidoscopio que se utiliza para dividir cada escena. Durante la última parte del clip, los esquemas de iluminación se invierten para mostrar a Rowland y sus cuatro bailarines fuera de silueta y realizando una rutina coreografiada al estilo de Bollywood sobre un fondo negro.

## Lista de canciones
Todas las pistas fueron escritas por Jason "Poo Bear" Boyd, Scott Storch y Kelly Rowland.
| CD Maxi Sencillo (Europa) 1. "Work" (Freemasons Radio Edit) - 3:11 2. "Work" (Album Version) - 3:28 3. "Work" (Steve Pitron & Max Sanna Radio Edit) - 3:33 4. "Work" (Freemasons Dub Mix) - 7:11 5. "Work" (Freemasons Radio Remix Video) - 3:11 Sencillo (Europa - Australia) 1. "Work" (Freemasons Radio Edit) - 3:11 2. "Work" (Album Version) - 3:28 | EP digital (Estados Unidos) 1. "Work" (Freemasons Radio Edit) - 3:11 2. "Work" (Steve Pitron & Max Sanna Radio Edit) - 3:33 3. "Work" (Edit) - 3:28 4. "Work" (Freemasons Club Mix) - 10:37 5. "Work" (Steve Pitron & Max Sanna Club Mix) - 7:59 6. "Work" (AJ Bhandary Remix) - 3:10 |

## Posicionamiento en listas
| Lista (2008)                          | Máxima posición |
| ------------------------------------- | --------------- |
| Alemania (Offizielle Deutsche Charts) | 25              |
| Australia (ARIA)                      | 6               |
| Austria (Ö3 Austria Top 40)           | 32              |
| Bélgica (Valonia) (Ultratop 50)       | 37              |
| Eslovaquia (Rádio Top 100)            | 13              |
| Europa (European Hot 100 Billboard)   | 7               |
| Global Dance Songs                    | 16              |
| Finlandia (OFC)                       | 4               |
| Francia (SNEP)                        | 4               |
| Grecia (IFPI Greece)                  | 6               |
| Hungría (Rádiós Top 40)               | 27              |
| Irlanda (IRMA)                        | 12              |
| Italia (FIMI)                         | 6               |
| Nueva Zelanda (Recorded Music NZ)     | 10              |
| Noruega (VG-lista)                    | 17              |
| Países Bajos (Dutch Top 40)           | 14              |
| Reino Unido (UK Singles Chart)        | 4               |
| Reino Unido (UK R&B Chart)            | 1               |
| Reino Unido (UK Download Chart)       | 4               |
| República Checa (Rádio Top 100)       | 38              |
| Suiza (Schweizer Hitparade)           | 8               |
| Turquía (Billboard)                   | 3               |

| Chart (2008)                              | Peak position |
| ----------------------------------------- | ------------- |
| Australia (ARIA)                          | 39            |
| Australia Urban (ARIA)                    | 12            |
| Francia Airplay Chart                     | 100           |
| Francia Singles Chart                     | 77            |
| Italia Singles Chart                      | 51            |
| Hungría Airplay Chart                     | 79            |
| Suiza Singles Chart (Media Control AG)    | 52            |
| Países Bajos Download Chart (Hung Medien) | 78            |

| País             | Certificationes | Ventas |
| ---------------- | --------------- | ------ |
| Australia (ARIA) | Platino         | 70.000 |
| Italia (FIMI)    | Platino         | 31.386 |